# Szent Gaugericus
Szent Gaugericus (franciául: Saint Géry, hollandul: Sint Gorik, vagy Gau, vallonul ismert Djéri néven is) (kb. 550 – 626. augusztus 11.) Cambrai püspöke.

## Élete
Római szülei voltak, Gaudentius és Austadiola. Eposiumban (ma Carignan) született (más vélemények szerint Trierben). Gaugericus fiatal korától mélyen vallásos és jámbor életet folytatott, és szinte minden olyan körülmény összetalálkozott, ami arra a lelkes és áhítatos életútra készítette fel őt, amely iránt később elkötelezte magát. Egyik püspöki látogatása alkalmával Szent Magnericus trieri püspök felfigyelt a példamutató viselkedésű ifjúra, és elhatározta, hogy felveszi őt a papok soraiba. Történetének megírói szerint Gaugericus egészen addig nem lett diakónussá szentelve, ameddig kívülről nem tudta az egész zsoltároskönyvet. Szent Magnericus szentelte pappá. Cambrai-Arras püspöki széke hamarosan megüresedett, és Gaugericust hívták, hogy töltse be. II. Childebert király hozzájárult a kinevezéshez és Aegidius reimsi érseket küldte az új püspök felszentelésére. A beiktatás 585 és 587 között történhetett. Apostoli lelkesedéssel eltelve Gaugericus életét a fennhatósága alatti területen elterjedt pogányság megsemmisítésének szentelte. Mivel a régi pogány istenek imádata mélyen a barbár emberek lelkében gyökerezett, ezért a püspök meggyőzte híveit, hogy pusztítsák el régi pogány bálványaikat, és amikor már csak néhány maradt magánkézben, megvásárolta őket, és maga pusztította el. Fáradhatatlanul látogatta egyházmegyéje területét, és sokat költött rabok kiváltására. 614-ben részt vett a 79 püspök részvételével lezajlott párizsi tanácskozáson. Cambrai városában ő építtette a Szent Medárd templomot. 
A politikai események új uralmat vezettek be, amikor II. Chlothar (meghalt 629-ben) birtokba vette Cambrai-t. A püspök elment tiszteletét tenni az új hódító chellesi rezidenciájára valószínűleg 613-ban. A király parancsára Saint Martin du Tours-ba zarándoklásra kényszerítették, ahol alamizsnát kellett osztania a szegényeknek.
39 évi püspöki működés után természetes okokból halt meg 623 és 626 között, a cambrai-i Szent Medárd templomban temették el.

## Emlékezete
Gaugericusnak már közvetlenül halála után kultusza alakult ki. Utódja, Bertoaldus püspök idejében sírja már buzgó hódolat tárgya volt, és az általa alapított Szent Medárd monostor nagymértékben gazdagodott a neki adott felajánlások következtében. Ünnepnapja augusztus 11-ére, halálának napjára esik. Guido cambrai püspöke 1245-ben hantoltatta ki maradványait. Kihantolásának november 18-i ünnepe, és földi maradványai ereklyetartóba helyezésének szeptember 24-i ünnepe valószínűleg ebből az eseményből eredeztethető. Ereklyéit különböző franciaországi és belgiumi templomokban helyezték el.
A hagyomány szerint a Brüsszel helyén létesült első település is az ő nevéhez köthető, mivel azt mondják, hogy a Zenne szigetén ő alapított egy falut a 6. század végén és építtetett egy kis kápolnát. Ez az Île Saint Géry / Sint-Gorik nevű sziget és település volt a későbbi Brüsszel magja (a jelenlegi Place Saint Géry / Sint-Goriksplein helyén).
Szent Gaugericus Cambrai védőszentje, Brüsszel másodlagos védőszentje, és Braine-le-Comte (Hainaut, Belgium) védelmezőjeként is tisztelik. A cambrai-i székesegyházban megőrzött ereklyetartón, mely Szent Gaugericus koponyáját tartalmazza, püspöki öltözékben ábrázolják őt, püspöksüveggel a fején, pásztorbot nélkül, jobb keze felemelve áldást osztó pózban, balja pedig mellén behajlítva.